# Vladimir Pozner Jr.
Vladimir Vladimirovich Pozner (russo: Влади́мир Влади́мирович По́знер; Paris, 1º de abril de 1934) é um jornalista e apresentador russo-estadunidense nascido na França.
Tornou-se mais conhecido no Ocidente por suas aparições na televisão representando e explicando os pontos de vista da União Soviética durante a Guerra Fria. Ele foi memorável como porta-voz dos soviéticos, em parte porque cresceu nos Estados Unidos e fala fluentemente inglês, russo e francês. Mais tarde, Pozner descreveu seu papel como propaganda.
Após a Guerra Fria, Pozner mudou-se para os Estados Unidos para trabalhar com Phil Donahue, antes de retornar a Moscou para continuar trabalhando como jornalista de televisão. Entre os anos de 2008 a 2022, ele apresentou o programa homônimo Pozner no Piervy Kanal da Rússia, onde entrevistou figuras públicas.

## Biografia

### Primeiros anos e formação acadêmica
Vladimir Pozner nasceu na cidade de Paris, capital da França, em 1º de abril de 1934, filho de pai judeu russo, Vladimir Aleksandrovich Pozner [en], e de mãe católica francesa, Géraldine Lutten. O casal se separou logo após seu nascimento. Quando Vladimir tinha 3 meses de idade, ele e sua mãe se mudaram para a cidade de Nova Iorque, onde moravam a mãe e a irmã mais nova de Géraldine. Na primavera de 1939, os pais de Pozner se reconciliaram-se e a família voltou para Paris, na França.
Após a eclosão da Segunda Guerra Mundial e a invasão da França, os Pozners fugiram de Paris no outono de 1940, viajando por Marselha, na zone libre, Madrid, Barcelona e Lisboa, antes de embarcar de volta para os Estados Unidos. A fuga foi parcialmente financiada por uma família judia, cuja filha adulta viajou com os Pozners disfarçada de babá de Vladimir.
De volta a Nova Iorque, Vladimir frequentou a City and Country School [en] de Caroline Pratt e, mais tarde, na Escola de Ensino Médio Stuyvesant [en], em Manhattan. Robert Hollander, amigo de Pozner no ensino fundamental, lembrava-se dele mais vividamente por “sua capacidade de, primeiro, ter fantasias extraordinariamente atraentes e, segundo, de fazer com que o resto de nós acreditasse nelas”.
Em 1946, com o advento do que mais tarde veio a ser chamado de Macarthismo, seu pai começou a ter sérios problemas com o órgão de inteligência Federal Bureau of Investigation (FBI), por causa de suas opiniões pró-soviéticas e suposta cooperação com os serviços de inteligência soviéticos. Os documentos que comprovaram de forma conclusiva as conexões de seu pai com o serviço secreto foram publicados em 1996 nos Estados Unidos, como parte dos arquivos do projeto Venona.
Como resultado, os Pozners pretendiam retornar à França, mas o visto francês foi recusado a seu pai após ser denunciado ao Ministério das Relações Exteriores da França como um “elemento subversivo” e espião. A família mudou-se em 1948 para o setor soviético de Berlim, onde o pai de Pozner recebeu uma oferta de emprego na SovExportFilm, uma distribuidora internacional de filmes soviéticos. Certa vez, Pozner Jr. alegou ter ficado em Nova Iorque, frequentando a Colégio Columbia [en] entre 1950 e dezembro de 1953; no entanto, parece não haver nenhum registro dele na Columbia. Atualmente, ele conta que frequentou uma escola secundária russa de estilo militar em Berlim, administrada pela administração militar soviética [en] durante esse período.
Em 1952, a família Pozner mudou-se para Moscou. No ano de 1953, o jovem Pozner matriculou-se na Universidade Estatal de Moscou, na Faculdade de Biologia e Ciência do Solo, com especialização em fisiologia humana. Formou-se no ano de 1958.

## Carreira

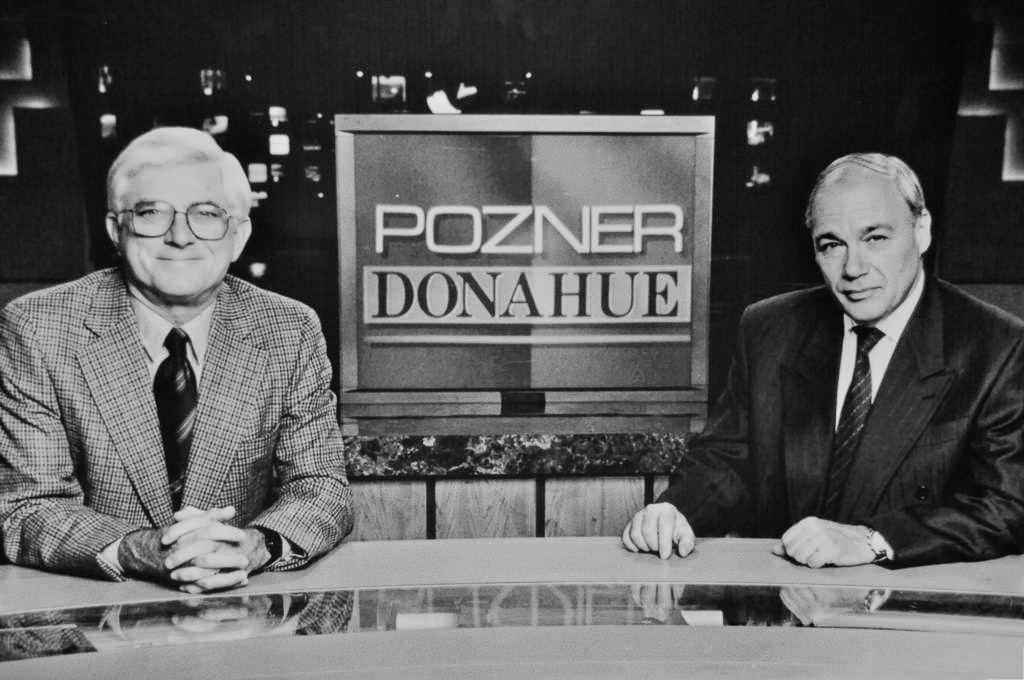
Donahue e Pozer

Pozner começou sua carreira como jornalista –  sem querer, segundo seu próprio relato –  em um departamento de propaganda da KGB. No ano de1961, foi-lhe oferecido o cargo de editor sênior da revista soviética de língua inglesa Soviet Life [en]. Em 1967, foi transferido para uma publicação irmã, a Sputnik, deixando-a em fevereiro de 1970 para assumir um cargo no Comitê Estatal de Rádio e Televisão, onde se tornou comentarista chefe e apresentador do programa de rádio de propaganda Voz de Moscou no serviço norte-americano da Rádio Moscou.
A partir do início da década de 1970 e até o início da década de 1990, Pozner foi convidado regular do talk show de Ray Briem [en] na KABC (AM) [en], em Los Angeles. Durante a década de 1980, foi um dos convidados favoritos do programa Nightline [en] de Ted Koppel [en]. Pozner foi o apresentador do Moscow Meridian, um programa de atualidades em inglês com foco na União Soviética; o programa foi produzido pelo Gosteleradio [en], o Comitê Estatal de Transmissão de Rádio e Televisão da União Soviética, e transmitido pela Satellite Program Network [en]. Também apareceu com frequência no The Phil Donahue Show.
Em suas aparições na mídia ocidental, Pozner era um apologista carismático e articulado de algumas das decisões de política externa e interna mais controversas da União Soviética. Com frequência, ele traçava paralelos e apontava semelhanças entre as políticas soviéticas e ocidentais, além de admitir francamente a existência de certos problemas na URSS. No entanto, embora não tenha chegado a endossar e apoiar inequivocamente, ele racionalizou, entre outros eventos, a prisão e o exílio de Andrei Sakharov, a invasão do Afeganistão e o abate do voo 007 da Korean Air Lines em sua autobiografia de 1990, Parting with Illusions.
Em uma entrevista de 2005 ao programa On the Media da National Public Radio (NPR), Pozner falou abertamente sobre sua função como porta-voz soviético, afirmando sem rodeios: “O que eu estava fazendo era propaganda”. Comparando sua função anterior com a de Karen Hughes [en], subsecretária de Estado para Diplomacia Pública e Assuntos Públicos dos Estados Unidos [en] no governo de George W. Bush, ele comentou: “Sabe, como alguém que passou por isso e que se arrepende de ter feito o que fez, e que passou muitos e muitos anos de sua vida, e acho que provavelmente os melhores anos de minha vida, fazendo algo que estava errado, eu digo que simplesmente não vale a pena”.
Apesar de suas aparições frequentes na mídia norte-americana e de seu status de quase celebridade como o principal porta-voz da União Soviética, Pozner permaneceu praticamente desconhecido em seu país. Isso mudou em meados da década de 1980, quando Pozner foi co-anfitrião de várias discussões bilaterais televisionadas (ou “pontes espaciais”) entre o público da União Soviética e dos EUA, transmitidas via satélite. Esses programas foram produzidos pela Universidade da Califórnia em San Diego que incluíam a participação de cidadãos de cidades estadunidenses e soviéticas conversando por mediação da televisão, em episódios que incluíram: “Moscow Calling San Diego: Children and Film” (com Mike Cole), "Remembering War" (7 de maio de 1985, com Fred Starr). Programas posteriores incluíram “Citizens Summit I - Leningrad/Seattle” (29 de dezembro de 1985) e “Citizens Summit II: Women to Women - Leningrad/Boston” (20 de maio de 1986) - ambos com Phil Donahue. Os programas marcaram um ponto de inflexão dramático na carreira de Pozner, proporcionando-lhe renome instantâneo e ampla popularidade e aclamação do público doméstico na URSS. Pozner também apresentou a banda de rock russa Autograph [en] no Live Aid. Foi promovido ao cargo de “observador político da televisão central”, o mais alto posto jornalístico da Gosteleradio [en], e começou a trabalhar em programas que eram transmitidos internamente. No entanto, em 1991, Pozner foi convidado a se demitir depois de ser citado expressando seu apoio a Boris Iéltsin e não para Mikhail Gorbachev.[carece de fontes?]

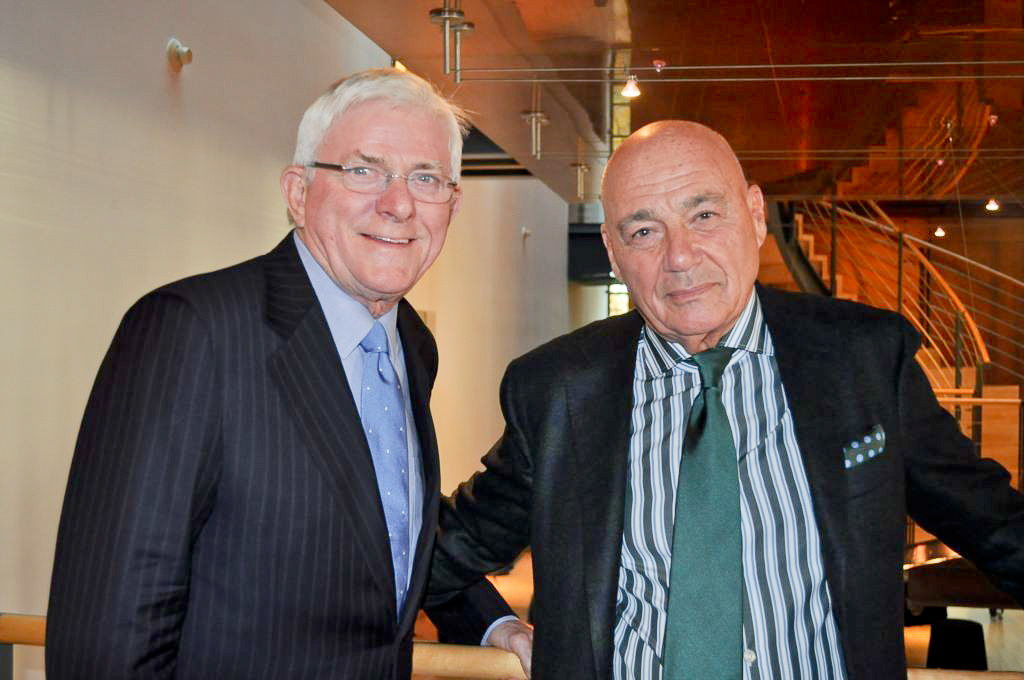
Doanhue e Pozner em 2012.

Mais tarde naquele ano, Pozner recebeu uma oferta para trabalhar com Phil Donahue e mudou-se para os Estados Unidos. De 1991 a 1994, eles foram co-apresentadores do programa televisivo Pozner/Donahue, um programa semanal de mesa redonda voltado para questões, que foi ao ar na CNBC. Enquanto morava em Nova Iorque, Pozner ia regularmente a Moscou para gravar seus programas que iam ao ar na Rússia.
Pozner retornou a Moscou em 1997, continuando seu trabalho como jornalista de televisão independente. Mais tarde naquele ano, ele fundou a Escola de Excelência em Televisão (Школа телевизионного мастерства) em Moscou para educar e promover jovens jornalistas.
Desde sua fundação em 1994 até 2008, Pozner foi presidente da Academia Russa de Televisão, que concede anualmente o prestigioso troféu TEFI [en].  Pozner também trabalhou para o Instituto de Estudos Americanos e Canadenses [en], um think tank soviético.
Desde 2004, Pozner e seu irmão Pavel são proprietários de uma brasserie francesa em Moscou, a Жеральдин (Chez Géraldine), leva o nome da mãe deles.

## Programas

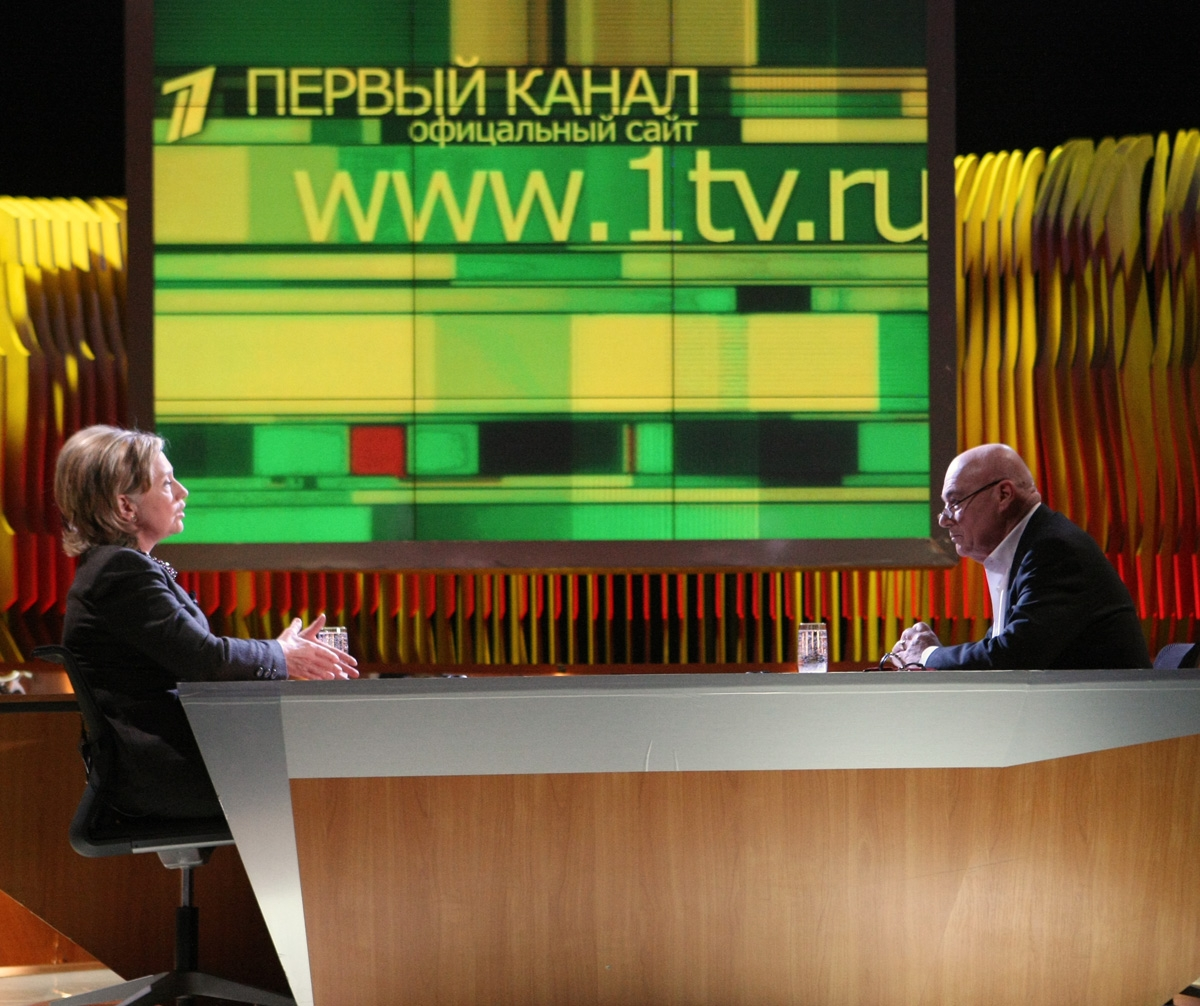
Vladimir Pozner entrevista Hillary Clinton no Pozner Show em Moscou, em 19 de março de 2010.

Por muitos anos, durante a Guerra Fria, Pozner apresentou o programa noturno Radio Moscow News and Commentary no Serviço da América do Norte com sua saudação característica, "Thank you and good evening". Pozner foi o apresentador de vários programas na TV russa, entre eles as pontes espaciais entre os EUA e a União Soviética, Mi (traduzida como Nós), Vremya i Mi (O Tempo e Nós), Voskresnyi Vecher s Vladimirom Poznerom (Noite de Domingo com Vladimir Pozner), Chelovek v maske (Um Homem com a Máscara), Vremena (Tempos). A maioria desses programas seguia o formato de talk show, com diferentes números de convidados e diferentes graus e formas de participação do público.
Desde 2004, Pozner tem contribuído com seu tempo como apresentador do Vremya Zhit' ! (A time to live!), uma série de programas de entrevistas sobre Síndrome da imunodeficiência adquirida (AIDS). Os programas são produzidos e transmitidos por estações de televisão regionais e se concentram em abordar os desafios locais existentes em diferentes partes da Rússia.
No documentário Lugovoy, pervy podozrevaemy (Lugovoy, o primeiro suspeito) sobre Andrey Lugovoy, suspeito de ser o assassino de Alexander Litvinenko, Pozner faz declarações importantes, como a afirmação de que os agentes da KGB eram tidos como heróis na União Soviética, como James Bond no Reino Unido.
Juntamente com Ivan Urgant e Brian Kahn [en], em 2008, lançou Odnoetazhnaya Amerika (“One-Storied America”), um documentário de viagem [en] de 16 episódios baseado no livro de 1937 Little Golden America, de Ilf e Petrov. Pozner e Urgant também colaboraram em vários projetos subsequentes: Tour de France, Their Italy, German Conundrum, England Generally and Particularly, e Jewish Happiness, transmitidos em 2010, 2012, 2013, 2015 e 2016, respectivamente. Ainda em 2008, Pozner lançou o programa homônimo Pozner no Channel One da Rússia, no qual ele entrevista figuras públicas –  políticos, artistas, cientistas, músicos, atores, diretores, esportistas, médicos, magnatas e assim por diante –  à razão de uma entrevista por episódio. Pozner tem um estilo de apresentador animado e sem restrições e, com frequência, faz comentários improvisados a seus convidados. Ele também comenta com frequência sobre como a decisão política ou econômica em questão em qualquer um de seus programas pode afetar as pessoas comuns da Rússia.
Após a invasão russa da Ucrânia em 2022, o programa deixou de ser exibido. A última transmissão foi em 21 de fevereiro de 2022, e Pozner se recusou a explicar por que o programa deixou de ser exibido na televisão. Entretanto, em março de 2022, ele revelou em seu site que o Channel One havia suspendido o programa para abrir espaço para a cobertura da “operação militar especial”. Em setembro de 2024, anunciou que o programa voltará ao ar em entrevista à revista Forbes russa.

## Vida pessoal
No seu último ano na universiade, Pozner casou-se com Valentina Chemberdzhi, uma colega do Departamento de Filologia. Após dois anos, eles tiveram uma filha, Yekaterina. Desde 1990, Yekaterina vive em Berlim, onde é pianista e compositora profissional, trabalhando como Katia Tchemberdji [en]. Pozner e Valentina se divorciaram em 1968.
Por volta da época de seu divórcio, Pozner conheceu Yekaterina Orlova, que se tornaria sua segunda esposa, enquanto ambos trabalhavam para a revista Sputnik da Novosti Press Agency. Eles permaneceram casados por 35 anos. Orlova, uma jornalista experiente, foi co-fundadora da Escola de Excelência em Televisão. Desde 2005, Pozner tem se relacionado com Nadezhda Solovyova, uma importante empresária russa do show business.
Pozner é fã de tênis e beisebol. Em 1992, ele foi co-fundador do The Moscow Dummies (Московские Чайники, literalmente os bules de Moscou, consulte Chainik [en] para o termo), um time de beisebol amador. Ele é um aficionado por charutos. Ele também coleciona estátuas de tartarugas e canetas-tinteiro. Ele gosta de jogar charadas.

## Posições
Pozner é ateu. Ele defende o direito à eutanásia, defende a legalização do casamento entre pessoas do mesmo sexo e apoia a ideia de combater o tráfico de drogas e o crime entre viciados em drogas por meio da legalização da venda de drogas.
Ele credita a expansão da Organização do Tratado do Atlântico Norte (OTAN) desde a dissolução da União Soviética, a estratégia pós-guerra fria e a subsequente falta de atenção a propostas diplomáticas específicas da Rússia à criação de Vladimir Putin.

## Controvérsias

### Manifestação contrária na Geórgia
Em abril de 2021, Pozner foi forçado a encurtar a celebração de seu aniversário e fugir da Geórgia depois que seu hotel foi bloqueado por manifestantes que o chamavam de "propagandista do Kremlin". Os manifestantes atacaram o grupo de Pozner com ovos e estavam irritados com declarações passadas dele, onde, em 2010, Pozner culpou a Geórgia pela situação que levou à Guerra Russo-Georgiana e afirmou: "A Geórgia perdeu [a Abecásia] para sempre" e que "nunca mais será território georgiano".
A visita foi permitida pelo governo georgiano, e o primeiro-ministro Irakli Garibashvili defendeu a decisão de permitir a visita, dizendo que Pozner apresentou um teste negativo para COVID-19 na entrada, que era válido, e que ele não parecia violar nenhuma lei local destinada a combater a ocupação militar russa das regiões separatistas. Garibashvili culpou o Movimento Nacional [en] e seus apoiadores pelo incidente, chamando os protestos de "ações que violaram normas civilizadas e os padrões georgianos".

## Livros
- Remembering war: a U.S.-Soviet dialogue (com Helene Keyssar). Nova Iorque: Oxford University Press, 1990. ISBN 978-0-19-505126-1[49]
- Parting with Illusions: The Extraordinary Life and Controversial Views of the Soviet Union's Leading Commentator [en]. Nova Iorque: Atlantic Monthly Press, 1990. ISBN 978-0-380-71349-3.[50]
- Eyewitness: a personal account of the unraveling of the Soviet Union. Nova Iorque, Random House, 1991. ISBN 978-0-679-41202-1.[51]